# Souvenirs (альбом Демиса Руссоса)
Souvenirs — студийный альбом греческого певца Демиса Руссоса, выпущенный в 1975 году на лейбле Philips Records. Альбом получил своё название в честь хита «From Souvenirs to Souvenirs». Пластинка добралась до 25-го места в чарте Великобритании, а также получила там золотой статус.

## Список композиций
| №                   | Название                                    | Автор(ы)                                                | Длительность |
| ------------------- | ------------------------------------------- | ------------------------------------------------------- | ------------ |
| 1.                  | «Sing an Ode to Love»                       | Стелиос Влавианос, Гаррис Чалкитис, Алек Р. Костандинос | 4:08         |
| 2.                  | «Midnight Is the Time I Need You»           | Аргирис Кулурис, Алек Р. Костандинос                    | 3:00         |
| 3.                  | «I’ll Be Your Friend (Schön Wie Mona Lisa)» | Клаус Манро, Лео Леандрос, Нина Мартин, Ральф Арни      | 3:59         |
| 4.                  | «Action Lady»                               | Стелиос Влавианос, Аргирис Кулурис, Алек Р. Костандинос | 2:59         |
| 5.                  | «Winter Rains»                              | Гаррис Чалкитис, Майк Свирид Мириам Сандал              | 3:38         |
| Общая длительность: | Общая длительность:                         | Общая длительность:                                     | 17:44        |

| №                   | Название                      | Автор(ы)                                                  | Длительность |
| ------------------- | ----------------------------- | --------------------------------------------------------- | ------------ |
| 1.                  | «From Souvenirs to Souvenirs» | Алек Р. Констандинос, Стелиос Влавианос                   | 2:35         |
| 2.                  | «Trying to Catch the Wind»    | Алек Р. Констандинос, Стелиос Влавианос                   | 3:15         |
| 3.                  | «White Wings (Asa Branca)»    | Алек Р. Констандинос, Умберту Тейшейра, Луис Гонзага      | 3:36         |
| 4.                  | «Tell Me Now»                 | Аргирис Кулурис, Алек Р. Костандинос                      | 2:21         |
| 5.                  | «Names»                       | Стелиос Влавианос, Алек Р. Костандинос                    | 2:59         |
| 6.                  | «Perdoname»                   | Алек Р. Костандинос, Марио Джьоиси Капуано, Майк Шепстоун | 2:59         |
| Общая длительность: | Общая длительность:           | Общая длительность:                                       | 17:45        |

## Чарты
| Чарт (1975—1976)                           | Высшая позиция |
| ------------------------------------------ | -------------- |
| Великобритания (UK Albums Chart)           | 25             |
| Нидерланды (Album Top 100)                 | 13             |
| Норвегия (VG-lista)                        | 2              |
| США (Billboard Bubbling Under the Top LPs) | 206            |
| Югославия (Billboard)                      | 3              |

## Сертификации
| Регион | Сертификация | Продажи  |
| --- | ------------ | -------- |
| Великобритания (BPI) | Золотой      | 100 000^ |
| Франция (SNEP) | Золотой      | 100 000* |
| * Данные о продажах приведены только на основе сертификации. ^ Данные о тиражах приведены только на основе сертификации. |              |          |